# Mylène Brodeur
Mylène Brodeur, née le 17 avril 1987 à Saint-Jean-sur-Richelieu, est une patineuse artistique québécoise. Spécialiste du patinage en couple, elle a concouru principalement avec John Mattatall. Ils remportent ensemble la médaille de bronze aux championnats du Canada en 2009 et participent aux championnats du monde la même année, où ils terminent dixième.

## Carrière
Mylène Brodeur grandit à Stanbridge Station en Montérégie, et fait ses premières pirouettes à l'âge de cinq ans au Club de patinage artistique (CPA) de Bedford, son club local. Durant son adolescence, elle progresse dans les rangs du patinage en simple. En 2004, elle fait ses débuts internationaux dans la catégorie junior, terminant 12e du Trophée Triglav (en) en Slovénie. 
En mars 2006, Mylène Brodeur forme un duo de patinage artistique avec John Mattatall (en), un patineur originaire de Nouvelle-Écosse de cinq ans son aîné. Mattatall, qui cherchait une nouvelle partenaire après une première carrière en couple, l'avait contactée après l'avoir vu patiner lors des championnats nationaux, et tous deux décident d'essayer ensemble. 
Dès leur première saison en 2006, ils se classent quatrième au Trophée Nebelhorn (en). Leur progression se confirme l'année suivante avec une médaille d'or au Trophée Ondrej Nepela (en). En février 2008, le duo participe aux Championnats des quatre continents à Goyang, en Corée du Sud, où ils terminent à la septième place.
Leur consécration nationale survient en 2009 lors des Championnats du Canada de patinage artistique à Saskatoon, où ils décrochent la médaille de bronze. Cette performance leur ouvre les portes des Championnats du monde de patinage artistique 2009 à Los Angeles, où ils se classent dixième.
Ils participent également régulièrement au circuit du Grand Prix ISU, obtenant notamment une quatrième place en 2008 aux Internationaux Patinage Canada et au Trophée Éric Bompard en 2010,.
En janvier 2011, Mylène Brodeur et John Mattatall disputent leurs derniers championnats nationaux. Ils obtiennent une 4e place aux Championnats du Canada de patinage artistique à Victoria, frôlant de peu un ultime podium national. Quelques semaines plus tard, en mars 2011, le duo annonce officiellement sa retraite de la compétition amateur par le biais d'un communiqué de Patinage Canada. Leur partenariat aura duré cinq ans et les aura vus atteindre le plus haut niveau canadien. Pour leur dernière saison 2010-2011, ils avaient choisi une musique significative : My Way de Frank Sinatra pour accompagner leur programme long, un choix symbolique marquant la fin de leur carrière.

## Après carrière
Après sa retraite, Mylène Brodeur devient entraîneuse en patinage artistique dans la région de Montréal. Elle fait notamment une apparition spéciale lors du gala annuel du CPA Bedford en 2013, reformant brièvement son duo avec Mattatall pour l'occasion. En son honneur, le Trophée Mylène Brodeur est décerné chaque année par l'Association régionale de patinage Richelieu-Yamaska aux couples s'étant distingués au niveau provincial.

## Vie personnelle
En 2010, elle épouse Nicholas Young (en), ancien patineur artistique canadien et entraîneur.